# 地角儿苗
地角儿苗（学名：Oxytropis bicolor）为豆科棘豆属下的一个种。种名 bicolor 意为“二色的”。